# Gustavo Ismael Fernández
Gustavo Ismael Fernández (n. Río Tercero, Córdoba, Argentina, el 14 de mayo de 1968) es un ex-baloncestista argentino que se desempeñaba en la posición de Base. Ostenta cinco títulos de la Liga Nacional de Básquet. Es el padre del también baloncestista, Juan Manuel Fernández y el tenista Gustavo Fernández. Actualmente dirige al club Boca Juniors.

## Carrera

### Inicios
Sus inicios en el básquetbol fueron en el Club Sportivo 9 de Julio de su ciudad natal, Río Tercero.

### GEPU
Debutó en la Liga Nacional de Básquet el 12 de enero de 1990 frente a Gimnasia y Esgrima de Comodoro Rivadavia, jugando para Gimnasia y Esgrima Pedernera Unidos, que venía de ascender de la Liga B. En esa primera temporada promedió 11,1 puntos, lo que más tarde sería la marca más alta de su carrera. En su segunda temporada en el club, tras derrotar a Atenas por 3-1 en semifinales, el equipo llegó a la final de la Liga Nacional de Básquet 1990-91. En la misma debió enfrentarse a Estudiantes de Bahía Blanca, al que venció por 4 a 2 y obtuvo el título. El equipo liderado por la figura de Héctor Campana y entrenado por Daniel Rodríguez consiguió así la clasificación al Campeonato Sudamericano de Clubes Campeones de 1991.
La temporada siguiente Gimnasia, derrotó a Estudiantes de Bahía Blanca en semifinales por 3 a 2, disputando la final ante Atenas. El equipo de Fernández cayó por 4-2 y Gustavo fue el jugador con más robos en la temporada. En la Liga Nacional de Básquet 1992-93, el equipo de Gustavo venció a Gimnasia y Esgrima de Comodoro Rivadavia en las semifinales por 3 a 1 y se enfrentó nuevamente con Atenasm en las finales por el campeonato. En el sexto partido de la serie GEPU quebró la localía en Córdoba y de esta manera consiguió su segundo título nacional. Fernández nuevamente fue el jugador con más robos con 171 en 58 partidos y esta fue su temporada más fructífera en asistencias con 4,7 de promedio en 58 partidos.

### Atenas y Boca
La temporada 1993-94 fue la última de Fernández en GEPU antes de pasar a Atenas, donde tuvo la posibilidad de disputar el Campeonato Panamericano de Clubes de 1994 y el Sudamericano de 1995. Su siguiente club fue Boca Juniors, donde en su segundo año en el mismo, obtuvo nuevamente el campeonato, esta vez ante Independiente de General Pico, con una serie que finalizó 4 a 1.

### Estudiantes de Olavarría
Su siguiente club fue Estudiantes de Olavarría, donde en su primera temporada el club finalizó en el puesto número 14 y Gustavo promedió 10,8 puntos en los 54 partidos que jugó, la segunda marca más alta de su carrera y 4,3 asistencias. La temporada siguiente, Estudiantes se ubicó en la sexta posición de la primera fase y el octavo puesto de la segunda, venciendo en la reclasificación a Andino pero cayendo en cuartos ante Atenas, con 8,8 puntos y 4,2 asistencias de Fernández. En la Liga Nacional de Básquet 1999-2000, en la segunda temporada de Sergio Santos Hernández al mando de Estudiantes, el equipo consiguió el primer puesto de la fase regular, con clasificación directa a cuartos de final. Tras derrotar a Quilmes de Mar del Plata y Gimnasia de Comodoro Rivadavia, se enfrentó a Atenas en la final. Estudiantes se llevó el título, en una serie donde no hubo victorias de visitantes, por 4-3.
La primera competencia internacional del 2000 fue el Campeonato Sudamericano de Clubes Campeones en septiembre donde el equipo cayó en semifinales ante Trotamundos de Carabobo. El título local clasificó a Estudiantes al Campeonato Panamericano de Clubes de 2000. Tras superar la fase de grupos y derrotar a Welcome, venció en la final a Aguada, siendo este el primer título internacional del club. En noviembre se coronó campeón del Torneo Copa de Campeones de 2000. El último certamen internacional de esa temporada fue la Liga Sudamericana de Clubes 2001, donde Estudiantes obtuvo el título tras derrotar a Gimnasia y Esgrima de Comodoro Rivadavia, cosechando dos títulos internacionales en un año.
En el plano local, en la primera fase de la Liga Nacional de Básquet, Estudiantes se ubicaba en el primer puesto de la fase regular nuevamente y con victorias ante Estudiantes, Boca y Libertad, Gustavo obtenía su quinto título de liga en Argentina.

### Estudiantes BB y Quilmes
Estuvo un año en Estudiantes de Bahía Blanca, y luego pasó a Quilmes de Mar del Plata para disputar los últimos tres años de su carrera en la Liga Nacional de Básquet.

### 9 de Julio
En el año 2007, jugó nuevamente en 9 de Julio, esta vez junto a su hijo Juan Manuel Fernández y obtuvo el título de la Liga Cordobesa, permitiendo así el ascenso a la Liga B, tercera división en ese momento y concretando su retiro del baloncesto.

### Entrenador
Fue asistente de Sebastián González en 9 de Julio tras ser dirigido por él como jugador; juntos consiguieron el ascenso al Torneo Nacional de Ascenso. Luego la dupla pasó a Atenas de Córdoba para disputar la Liga Nacional de Básquet 2010-11.
En el año 2013, tuvo su primera experiencia como entrenador principal, en su club formativo, 9 de Julio, para participar en el Torneo Nacional de Ascenso 2013-14. En la temporada 2014-15 también estuvo a cargo del club, que consiguió el ascenso a la Liga Nacional de Básquet pero realizó una fusión con San Lorenzo de Almagro y Fernández se alejó del club.
En 2015, comenzó a trabajar como director deportivo de las divisiones formativas en el Brescia, club en el que juega su hijo Juan Manuel Fernández.

## Trayectoria
| Temporada | Equipo                              | País      | Liga   |
|           | Club Sportivo 9 de Julio            | Argentina | Liga B |
| 1990      | Gimnasia y Esgrima Pedernera Unidos | Argentina | LNB    |
| 1990-91   | Gimnasia y Esgrima Pedernera Unidos | Argentina | LNB    |
| 1991-92   | Gimnasia y Esgrima Pedernera Unidos | Argentina | LNB    |
| 1992-93   | Gimnasia y Esgrima Pedernera Unidos | Argentina | LNB    |
| 1993-94   | Gimnasia y Esgrima Pedernera Unidos | Argentina | LNB    |
| 1994-95   | Atenas de Córdoba                   | Argentina | LNB    |
| 1995-96   | Boca Juniors                        | Argentina | LNB    |
| 1996-97   | Boca Juniors                        | Argentina | LNB    |
| 1997-98   | Estudiantes de Olavarría            | Argentina | LNB    |
| 1998-99   | Estudiantes de Olavarría            | Argentina | LNB    |
| 1999-00   | Estudiantes de Olavarría            | Argentina | LNB    |
| 2000-01   | Estudiantes de Olavarría            | Argentina | LNB    |
| 2001-02   | Estudiantes de Bahía Blanca         | Argentina | LNB    |
| 2002-03   | Quilmes de Mar del Plata            | Argentina | LNB    |
| 2003-04   | Quilmes de Mar del Plata            | Argentina | LNB    |
| 2004-05   | Quilmes de Mar del Plata            | Argentina | LNB    |
| 2006-07   | Club Sportivo 9 de Julio            | Argentina |        |

## Palmarés

### Campeonato Nacionales
| Título                   | Club                                | País      | Año     |
| ------------------------ | ----------------------------------- | --------- | ------- |
| Liga Nacional de Básquet | Gimnasia y Esgrima Pedernera Unidos | Argentina | 1990-91 |
| Liga Nacional de Básquet | Gimnasia y Esgrima Pedernera Unidos | Argentina | 1992-93 |
| Liga Nacional de Básquet | Boca Juniors                        | Argentina | 1996-97 |
| Liga Nacional de Básquet | Estudiantes de Olavarría            | Argentina | 1999-00 |
| Copa de Campeones        | Estudiantes de Olavarría            | Argentina | 2000    |
| Liga Nacional de Básquet | Estudiantes de Olavarría            | Argentina | 2000-01 |

### Campeonatos internacionales
| Título                  | Club                     | País      | Año  |
| ----------------------- | ------------------------ | --------- | ---- |
| Campeonato Panamericano | Estudiantes de Olavarría | Argentina | 2000 |
| Liga Sudamericana       | Estudiantes de Olavarría | Argentina | 2001 |

### Consideraciones personales
- Participante del Juego de las Estrellas de la LNB: 1993, 1999 y 2001.
- 11º puesto en la tabla histórica de partidos jugados de la LNB: (789 partidos en 16 temporadas).[7]
- 6º puesto en la tabla histórica de asistencias de la LNB: (2.246 asistencias).[8]
- 2º puesto en la tabla histórica de robos de la LNB: (1.408 robos).[8]
- Líder en robos de la Liga Nacional de Básquet 1991-92: 148 robos en 52 partidos (5,8 robos por partido).
- Líder en robos de la Liga Nacional de Básquet 1992-93: 171 robos en 58 partidos (5,9 robos por partido).